# Sarah Köhler
Sarah Köhler (Hanau, 20 giugno 1994) è un'ex nuotatrice tedesca.

## Carriera
Specializzata nello stile libero, ha partecipato alle Olimpiadi di Rio de Janeiro 2016, classificandosi ottava nella finale degli 800m stile libero e decima nei 400 metri stile libero. Ha vinto la medaglia d'oro negli 800m sl agli Europei in vasca corta 2017. Ha gareggiato anche nelle gare di fondo in acque libere.

## Palmarès
- Giochi olimpici

Tokyo 2020: bronzo nei 1500m sl.
- Mondiali

Gwangju 2019: oro nei 5 km a squadre e argento nei 1500m sl.
- Europei

Glasgow 2018: argento nei 1500m sl e nella 5 km a squadre, bronzo nella 4x200m sl.
- Europei in vasca corta:

Copenaghen 2017: oro negli 800m sl e argento nei 400m sl.
- Universiade

Taipei 2017: oro nei 400m sl, argento negli 800m sl e nei 1500m sl.

## International Swimming League
| Stagione 2019   |
| --------------- |
| Aqua Centurions |